# گالینا باکشیوا
گالینا باکشیوا (روسی: Галина Бакшеева؛ ۱۲ ژوئیهٔ ۱۹۴۵ – ۱۸ دسامبر ۲۰۱۹) تنیس‌باز اهل اتحاد جماهیر شوروی سوسیالیستی بود.